# Селевкиане

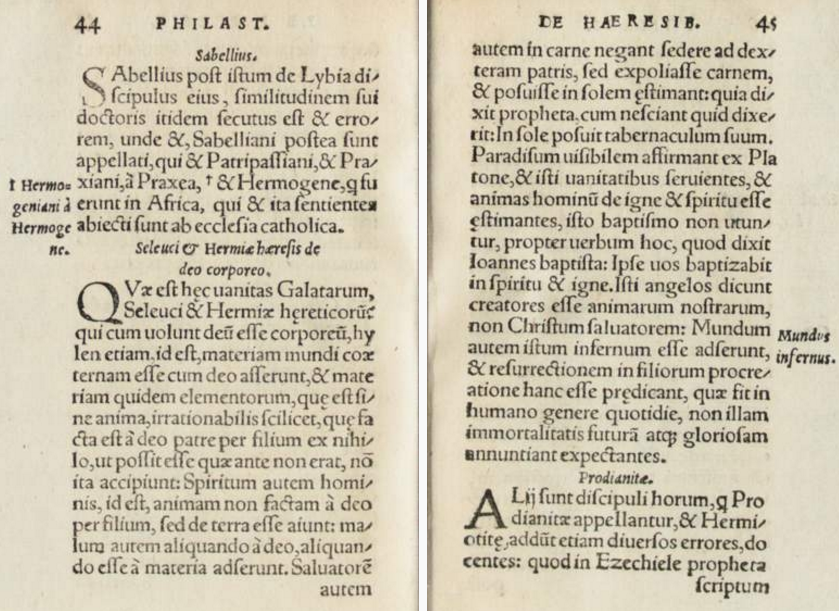
Филастрий в книге «De Omnibus Ab Exordio Creativarum haeresibus, quae mire multiplices sunt» («Liber de Haeresibus» — «Книга ересей») о селевкианах и гермианах. Издание 1587 года

Селевкиа́не  (лат. seleuci, seleuciani)  или гермиа́не (лат. hermiae, hermiani) — еретики конца III — начала V века, описанные Филастрием в книге «Liber de Haeresibus» и Августином в книге «De Haeresibus ad Quodvultdeum Liber Unus»; у первого автора это 55 ересь, у второго автора  это 59 ересь. Первое название эти еретики получил в честь Селевка философа Галатийского, а второе — в честь философа Гермия. И Селевк (лат. Seleucianis), и Гермий (лат. Hermianis) были последователями учения Гермогена Тарсского. Согласно учению селевкиан: материя совечна Богу, а не создана им; Бог не создавал души, а души созданы ангелами из огня и воздуха; зло происходит в одних случаях от Бога, а в других от материи; тело Иисуса Христа после Вознесения оказалось на Солнце, а сам Христос вернулся к Отцу (этот вывод селевкиане делали из слов Священного Писания: «Он поставил в них жилище солнцу» (Пс. 18:5)); рай не существует; водное крещение не нужно (этот вывод селевкиане делали из слов Священного Писания: «я крестил вас водою, а Он будет крестить вас Духом Святым» (Мк. 1:8)). Воскресение мертвых селевкиане отрицали, они понимали воскресение как продолжение человечества в рождающихся детях. О численности данных еретиков Филастрий и Августин ничего не сообщают.